# 丙酸铀酰
丙酸铀酰是一种六价铀的羧酸盐，化学式为UO2(C2H5COO)2。它可由三氧化铀和丙酸反应得到。它的热分解产物为八氧化三铀。它的二水合物和尿素反应，可以得到UO2(C2H5COO)2·2CO(NH2)2·H2O。它和丙酸镁反应，可以得到Mg[UO2(C2H5COO)3]2·6H2O。

## 拓展阅读
- Alikhanova, Z. M.; Zolin, V. F.; Fisher, P. S.; Ellert, G. V. Luminescence spectra and structure of uranyl propionates（俄文）. Zhurnal Neorganicheskoi Khimii, 1970. 15 (11): 3119-3123.